# Cuentas de oración
Las cuentas de oración son una forma de abalorios utilizados para llevar cuenta de las repeticiones de oraciones, cánticos o mantras por parte de miembros de varias religiones tales como el hinduismo, el budismo, el sintoísmo, la umbanda, el islam, el sijismo, la fe baháí y algunas confesiones cristianas, como la Iglesia Latina y la Iglesia Ortodoxa Griega. Algunas formas comunes de devoción que involucran el uso de cuentas son el chotki en la iglesia ortodoxa oriental, el rosario de la Santísima Virgen María en el cristianismo latino, el dhikr (recuerdo de Dios) en el islam, el yapamala en el budismo y el hinduismo, y el Yaap Sajib en el sijismo.

## Orígenes y etimología
Las cuentas se encuentran entre los ornamentos humanos más antiguos. Por ejemplo, se han hallado cuentas hechas de cascarón de huevo de avestruz en África que datan del año 10.000 a. C. A lo largo de los siglos, diferentes culturas han fabricado cuentas a partir de una variedad de materiales, desde piedra y conchas hasta arcilla.
La imagen más antigua de una cadena de cuentas en un contexto religioso similar a una cadena de cuentas de oración se encuentra en el fresco de «Las adoradoras del áditon» en el edificio Xeste 3 del asentamiento prehistórico de Akrotiri, Santorini (Tera), Grecia (Pinturas murales de Tera), que data del siglo XVII. a. C. (c. 1613 a. C.). Los orígenes exactos de las cuentas de oración siguen siendo inciertos, aunque su uso histórico más antiguo probablemente se remonta a oraciones hindúes en la India. El budismo probablemente adoptó el concepto del hinduismo. Una estatua de un santo hindú con cuentas data del siglo III a. C.

## Estructura

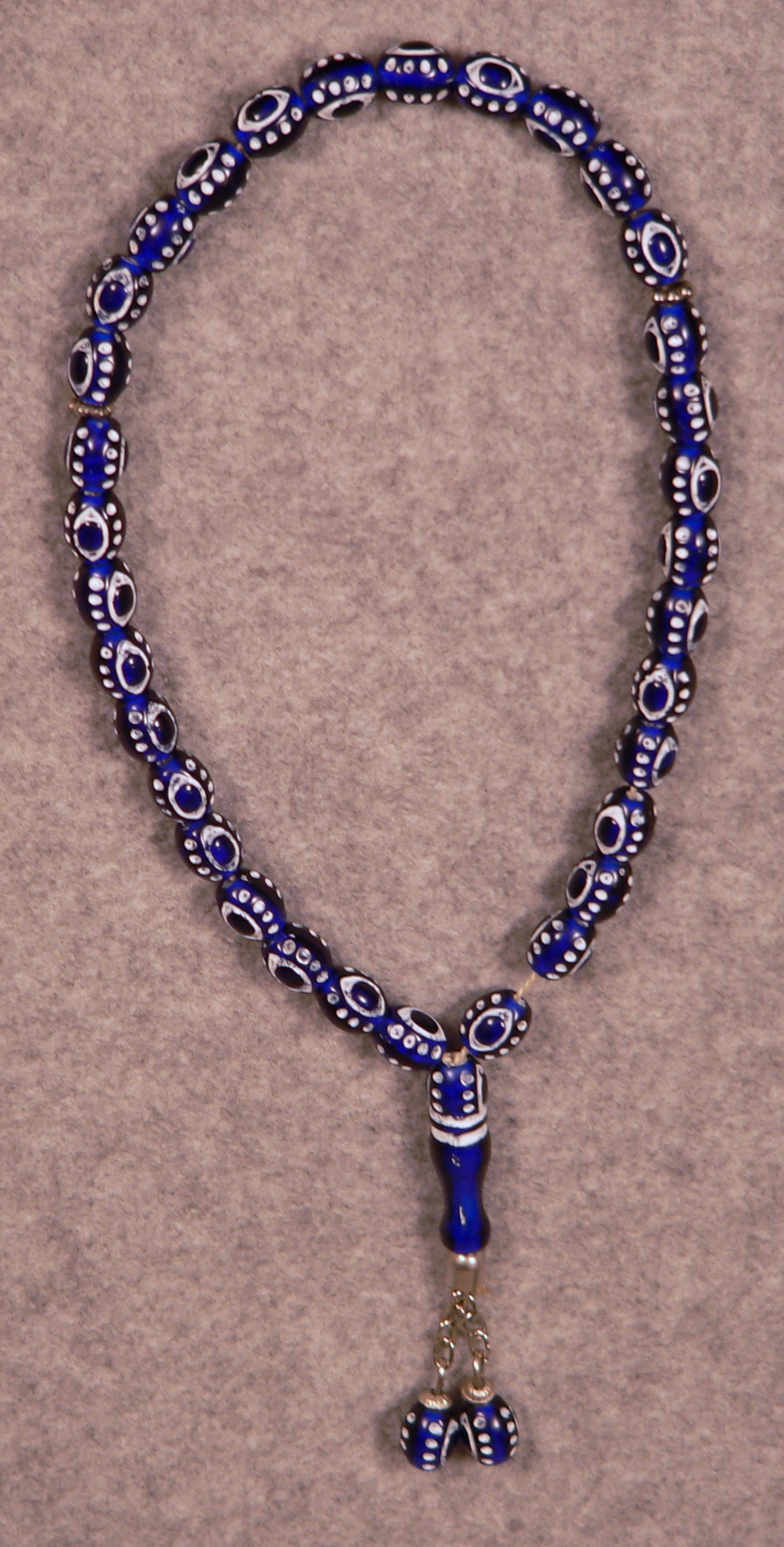
Un misbaha, un dispositivo utilizado para contar el tasbih

El número de cuentas varía según la religión o el uso. Las cuentas de oración islámicas llamadas Misbaha o Tasbih, generalmente tienen 100 cuentas (99 +1 = 100 cuentas en total, o 33 cuentas leídas tres veces y una adicional). Los budistas e hindúes usan el Yapa Mala, que usualmente tiene 108 cuentas, o 27 contadas cuatro veces. Las cuentas de oración baháʼí consisten de 95 cuentas o 19 cuentas, que se ensartan con la adición de cinco cuentas adicionales debajo. El Mala sij también tiene 108 cuentas.
Los católicos usan el Rosario (en latín «rosarium», que significa «jardín de rosas») que tiene 59 cuentas. Por su parte, los cristianos ortodoxos orientales usan un cordón de oración anudado llamado komboskini o chotki, que tiene 100 nudos, aunque también se pueden usar cordones de oración con 50 o 33 nudos. En la Vida de San Pablo de la Tebaida (227 d. C. a 342 d. C.), escrita por san Jerónimo (347 d. C. a 420 d. C.), se afirma que san Pablo de la Tebaida usaba guijarros y cuerdas anudadas para contar las oraciones. Aunque los anglocatólicos han usado el rosario dominicano desde el siglo XIX, en la década de 1980 el reverendo Lynn Bauman de la Iglesia Episcopal de los Estados Unidos de América creó un Rosario para anglicanos de 33 cuentas.
El juguete griego «komboloi» (que son cuentas para la relajación y no tienen ningún propósito religioso) tiene un número impar de cuentas, por lo general uno más que un múltiplo de cuatro, por ejemplo (4x4) +1, (5x4) +1.

## Uso
Puesto que las cuentas se mueven con los dedos de manera automática, permiten al usuario realizar un seguimiento de cuántas oraciones se han dicho requiriendo apenas un mínimo de esfuerzo consciente, lo que a su vez permite dedicar mayor atención a la oración misma.
Si bien el uso de cuentas de oración creció dentro de tales religiones, no ingresó al judaísmo, debido acaso al hecho de estar asociadas con otras religiones, y hasta la fecha el judaísmo no usa cuentas de oración. Aunque no se les emplea como un mecanismo de conteo, muchos judíos tocan los nudos de los tzitzits cosidos a sus talit (chales de oración) en momentos específicos de sus oraciones.

### Cristianismo
Los Padres del Desierto de los siglos III al V usaban guijarros o cuerdas anudadas para contar oraciones, típicamente la Oración de Jesús ("Señor Jesucristo, Hijo de Dios, ten misericordia de mí, pecador"). La invención se le atribuye a Antonio Magno o al cercano Pacomio en el siglo IV.
La Enciclopedia Católica menciona cuerdas de cuentas, presumiblemente para la oración, que fueron encontradas en las tumbas de Santa Gertrudis de Nivelles (siglo VII), San Norberto y Santa Rosalía (siglo XII). Una referencia más explícita es la mención que hace Guillermo de Malmesbury en 1125 de una cuerda de gemas que Lady Godiva usaba para contar oraciones.
Estas cuerdas de cuentas se conocían como «paternósters» y presumiblemente se usaban para contar las repeticiones del Padrenuestro. Posteriormente, católicos y eventualmente anglicanos rezaron el rosario con cuerdas de 59 cuentas. El término rosario proviene del latín rosarium "jardín de rosas" y es una devoción importante y tradicional de la Iglesia Católica, que combina la oración y la meditación en secuencias (llamadas «décadas») del Padrenuestro, 10 Avemarías y una Gloria Patri, así como una serie de otras oraciones (tales como el Credo de los Apóstoles y la Salve) al principio y al final. Las oraciones van acompañadas de una meditación sobre los Misterios, acontecimientos de la vida y ministerio de Jesús. Esta forma católica tradicional del rosario se atribuye a Santo Domingo, aunque algunos escritores católicos han puesto en duda esta afirmación.
Las cuentas del rosario católico están compuestas por un crucifijo y un centro que puede estar hecho de plata esterlina o de oro, y cuentas que generalmente están hechas de vidrio, amatista, piedra de cuarzo rosa, cristal, ónix negro, vidrio de lavanda o perla, aunque todas las piezas pueden estar hechas de cualquier material. Los católicos también usan rosarios para rezar coronillas .
La Iglesia Ortodoxa Oriental utiliza cordones de oración que suelen tener 33, 50 o 100 nudos. Los bucles de lana anudada (u ocasionalmente de cuentas), son llamados chotki o komboskini y se usan para rezar la Oración de Jesús. Entre los viejos creyentes rusos, un cordón de oración hecho de cuero, llamada 'lestovka, es más común, aunque ya no se usa comúnmente en la Iglesia ortodoxa Rusa. Según la Enciclopedia Católica, "El rosario se le confiere a un monje ortodoxo griego como parte de su investidura junto con las mandyas o hábito monástico completo, como el segundo paso en la vida monástica, y es llamado su 'espada espiritual'." El cordón de oración etíope y copto (llamado mequetaria/mequteria ) emplea números como 41, 64 y 100 como longitud y se usa principalmente para recitar el Kyrie Eleison. Con respecto a los dos primeros números, el primero representa el número de heridas infligidas a Jesús por los azotes, los clavos y la lanza, mientras que el último representa la edad de María en su Asunción.
A mediados de la década de 1980, un grupo de episcopalianos, miembros de la Iglesia Episcopal de los Estados Unidos, que participaban en un grupo de estudio sobre métodos de oración decidió crear unas cuentas de oración anglicanas o "cuentas de oración cristianas." El conjunto consta de 33 cuentas (representando los 33 años de la vida de Cristo) dispuestas en cuatro grupos que tienen un significado simbólico. Estos "rosarios anglicanos" se promocionan aún en varios sitios web de Internet, pero se sabe con certeza el grado al cuál han sido adoptados por algún grupo protestante en algún sentido formal. Muchos anglocatólicos usan el rosario católico y es posible también que usen cuentas de oración anglicanas.
La Corona de Cristo contemporánea, inventada por Martin Lönnebo, Obispo emérito de la Diócesis de Linköping de la Iglesia Luterana Sueca, es un conjunto de 18 cuentas, algunas redondas y otras alargadas, dispuestas en un patrón irregular. Cada cuenta tiene su propia importancia como estímulo y recordatorio para la meditación, si bien se pueden usar también para oración repetitiva.
Si bien algunas iglesias litúrgicas usan cuentas de oración para la oración, no suelen usarse en iglesias cristianas no litúrgicas.
|                                         |
| Komboskini ortodoxo griego de 100 nudos |

|                           |
| Corona de Cristo Luterana |

|                                             |
| Cuentas de rosario católico talladas a mano |

|                                                                    |
| Una lestovka ortodoxa rusa de los Viejos Creyentes, hecha de cuero |

### Islam
En el islam, las cuentas de oración reciben el nombre de Misbaha (en árabe : مسبحة mas'baha), Tasbih o Sibha y contienen 99 cuentas de tamaño normal (correspondientes a los Nombres de Dios en el islam ) así como dos cuentas más pequeñas o en miniatura que separan cada 33 cuentas. En ocasiones, se usan solo 33 cuentas, en cuyo caso se recorren tres veces. Tradicionalmente, las cuentas tienen el propósito de llevar la cuenta mientras se dice la oración. La oración es considerada una forma de dhikr que implica la repetición de oraciones cortas en alabanza y glorificación de Alá, en el islam. La oración se recita así: 33 veces «Subhan Allah» (Gloria a Dios), 33 veces «Al-hamdu lilah» (Alabado sea Dios), y 33 veces «Allahu Akbar» (Dios es el más grande), que equivalen a 99, el número de cuentas en la misbaha.
Para llevar la cuenta se usan o bien las falanges de la mano derecha o bien misbaha. El uso de la misbaha para contar oraciones y recitaciones se considera una práctica aceptable dentro de las corrientes principales del islam. Si bien en la actualidad se usan ampliamente en el islam sunita y chiita, los seguidores de las sectas salafistas evitan su uso debido a considerarlos una innovación (bida) intolerable.
En la comunidad ahmadía, la misbaha y otras formas de cuentas de oración son consideradas una «innovación». Según Mirza Tahir Ahmad de la comunidad ahmadía, el uso de cuentas de oración es una forma de innovación que no fue practicada por la comunidad musulmana temprana.
|                      |
| Una misbaha plateada |

|             |
| Una misbaha |

### Sijismo
Los fieles sij pueden usar mala (cuentas de oración) mientras recitan versos del Gurú Granth Sahib. Tales cuentas de oración se pueden usar como parte del atuendo sij y se pueden llevar enrolladas alrededor de turbantes o muñecas.

### Hinduismo
Un uso temprano de cuentas de oración se remonta al hinduismo donde reciben el nombre de yapamala. Japa o Yapa es la repetición del nombre de una deidad o un mantra. Mala (en sánscrito: माला  mālā) significa «guirnalda» o «corona».
El yapamala se usa para la repetición de un mantra, para otras formas de sādhanā o «ejercicio espiritual» y como ayuda para la meditación. Los mala más comunes contienen 108 cuentas. Los materiales más comunes empleados en la fabricación de las cuentas son semillas de Rudraksha (utilizadas por shivaítas ) y tallos de Ocimum tenuiflorum (tulsi) (usados por los visnuítas).
Según las escrituras védicas, 103 cuentas eran usadas durante Treta Yuga, 108 cuentas durante Dvapara Yuga y 111 cuentas en Kali-iuga.[cita requerida]
Según los Sashtras hindúes, debe haber 108 cuentas. Generalmente para la meditación se emplean cuentas de rudraksha y semillas de loto.
| |
| Cuentas de oración Yapa mala hindúes, hechas de madera de Tulasi, con la cuenta principal en primer plano. |

### Budismo
También se usan cuentas de oración ( en chino 佛珠; 念珠, fózhū, niànzhū, en japonés: 数珠, romanizado: juzu, zuzu, 염주 () (yeomju), en tibetano: ཕྲེང་བ།)  en muchas formas del budismo Mahayana, a menudo con un número menor de cuentas (generalmente un divisor de 108). En el budismo de la Tierra Pura, por ejemplo, son comunes malas de 27 cuentas. Estos malas más cortos a veces son llamados «rosarios de prosternación» en tanto son más fáciles de sostener cuando se enumeran prosternaciones repetidas. En el budismo tibetano, las malas también son de 108 cuentas: un mala cuenta como 100 mantras, y los ocho adicionales están dedicados a todos los seres sintientes (la práctica como un todo también se dedica al final). En el budismo tibetano, a menudo se usan malas más grandes; por ejemplo, malas de 111 cuentas. Al contar, calculan un mala como 100 mantras y las 11 cuentas adicionales se toman como extra para compensar errores.
Se emplean varios tipos de materiales a la hora de elaborar cuentas de mala, como semillas de rudraksha, cuentas hechas de madera de la planta tulsi, huesos de animal, madera o semillas del árbol de Bodhi (un árbol particularmente sagrado de la especie Ficus religiosa) o de Nelumbo nucifera (la planta de loto). También se utilizan piedras semipreciosas como la cornalina o la amatista . Otro material muy utilizado es el sándalo.
|                                                   |
| Cuentas de oración del budismo zen japonés (Juzu) |

### Fe bahá'í
La fe baháʼí estipula que el verso Alláh-u-Abhá «Dios es el más glorioso» se recite 95 veces al día tras las abluciones. Para facilitar tal recitación, los bahá'ís a menudo usan cuentas de oración, aunque no están obligados a hacerlo. De manera típica, las cuentas de oración bahá'ís consisten en 95 cuentas individuales en un hilo o en un hilo de 19 cuentas con 5 contadores. En el último caso, la persona que recita los versos generalmente lleva cuenta de los 19 versos individuales en un conjunto con una mano y cuenta de los conjuntos de versos con la otra (19 versos por 5 conjuntos, lo que da un total de 95 versos en total). Las cuentas de oración bahá'ís son hechas de materiales naturales y artificiales diversos, como el vidrio, piedras preciosas y semipreciosas, metales varios y madera. No hay tradiciones con respecto a la estructura de la cadena de cuentas de oración o los materiales empleados.
|                                                                             |
| Cuentas de oración Baháʼí en una configuración de 19 cuentas y 5 contadores |

## Materiales utilizados para hacer cuentas de oración

### Semillas y frutos
- Abrus precatorius
- Especies de afzelias
- Choerospondias axillaris
- Dracontomelon dao
- Rudraksha
- Vyjanti